# Maleike Pacheco
Maleike Pacheco (Caracas, Venezuela, 20 de octubre de 1993) es una futbolista venezolana. Su posición es la de portera y actualmente juega en el Barcelona Sporting Club Femenino del Campeonato Ecuatoriano de Fútbol Femenino.

## Clubes
| Club                    | País              | Año           |
| ----------------------- | ----------------- | ------------- |
| UCV FC                  | Venezuela         | 2008-2013     |
| Rocafuerte Fútbol Club  | Ecuador           | 2013-2014     |
| Wave FC                 | Trinidad y Tobago | 2014-2015     |
| Club Ñañas              | Ecuador           | 2016-2018     |
| Barcelona Sporting Club | Ecuador           | 2019-presente |